# Александър Хаджирусет
Александър Хаджирусет (Александър Русет, Александър хаджи Русет) е български картограф и инженер, син на русенеца Димитър Хаджирусет.

## Биография
Роден е през 1810 г. в Кишинев. Възпитаник е на Петербургската и Парижката военна академии, полковник от руската армия и впоследствие (като инженер) директор на Арсенала и професор по математика в Букурещ.
Според Акад. Никола Е. Начов, през 1843 г. в Страсбург е изработена и литографирана карта на България, Тракия и Македония от Александър Хаджирусет, който издава в Страсбург в печатницата на Т-ра М. Бергер през 1845 г. книгата „Чистописание“. Замислена е като помагало за българското училище в Русе.
Александър Хаджирусет умира от простуда през ноември 1861 г. в Букурещ. Започната от него карта и История на България остават недовършени. На негово име е кръстена улица в Русе.
По мнението на вестник „Дунавска зора“ от 1869 г., Русет е „един от най-учените по онова време наши българи“. Бил е сред радетелите за създаването на българско научно-просветно дружество в Букурещ, която идея след смъртта му се осъществява с основаването на Българското книжовно дружество в Браила.